# Resolutie 110 Veiligheidsraad Verenigde Naties
Resolutie 110 van de Veiligheidsraad van de Verenigde Naties was de laatste resolutie die werd aangenomen door de
VN-Veiligheidsraad in 1955. Negen leden stemden ervoor, de Sovjet-Unie tegen en Frankrijk onthield zich.

## Inhoud
Volgens artikel °109 paragraaf °3 van het Handvest van de Verenigde Naties moest, over het houden van een algemene conferentie van de lidstaten van de Verenigde Naties om het Handvest te herzien, beslist worden door een meerderheid in de Algemene Vergadering en zeven (van de elf) leden van de Veiligheidsraad, als die conferentie nog niet gehouden zou zijn voor de tiende jaarlijkse sessie van de Algemene Vergadering.
Op 21 november besliste de Algemene Vergadering in resolutie 992 om die conferentie ten gepaste tijde te houden. De Veiligheidsraad was het eens met de beslissing van de Algemene Vergadering.

## Verwante resoluties
- Resolutie 992 Algemene Vergadering Verenigde Naties

Lijst ·  106 ·  107 ·  108 ·  109 ·  110